# Iphiaulax zoroaster
Iphiaulax zoroaster är en stekelart som beskrevs av Josef Fahringer 1935. Iphiaulax zoroaster ingår i släktet Iphiaulax och familjen bracksteklar. Inga underarter finns listade i Catalogue of Life.